# 제바드 투르코비치
제바드 투르코비치(Dževad Turković, 1972년 6월 17일~ )는 크로아티아의 전직 축구 선수이다. 현역 시절 포지션은 미드필더였다. 과거 뚜레라는 등록명으로 K리그에서 활약했다.